# Леон Муссінак
Лео́н Муссіна́к (фр. Léon Moussinac; 19 січня 1890 — 10 березня 1964) — французький письменник, мистецтвознавець, кінокритик і теоретик кіно.

## Біографія
Леон Муссінак народився 19 січня 1890 року на станції Ла Рош Мігенн (департамент Йонна) у сім'ї інспектора шляхів сполучення. Після переїзду сім'ї до Парижа навчався на факультеті права у ліцеї Карла Великого, де познайомився з Луї Деллюком, який зробив на Муссінака значний вплив, залучивши його до поезії, театру, зацікавив живописом та сучасною літературою. Під час навчання почав писати віршовані п'єси та романтичні драми, займався журналістикою.
у 1914–1918 перебував на військовій службі та брав участь у Першій світовій війні.
У 1919 році Леон Муссінак написав першу кінокритичну статтю для журналу свого друга Л. Деллюка «Cinéma» («Фільм»)", а вже у 1920 році стає ведучим кінокритиком солідного журналу «Меркюр де Франс». Пізніше він надрукував ще низку статей, які у 1925 році основними своїми положеннями ввійшли в його розвідку «Народження кіно» (Naissance du cinéma), присвячену пам'яті Л. Деллюка. Ця робота зробила істотний вплив на кінодумку Франції. У книзі оригінально розвивалися ідеї померлого до цього моменту Деллюка. Проте головним досягненням Муссінака в області теорії було синтезування переробленої теорії фотогенії з економічними, соціальними і загальнокультурними проблемами.
З 1923 року почав співробітництво газетою «Юманіте» — центральним органом Компартії Франції, ведучи щотижневу рубрику «Кіно». Робота в «Юманіте» остаточно сформумала громадські та художні переконання Муссінака.
Муссінак активно боровся за пропаганду радянського кіно у Франції. Саме завдяки йому на Виставці декоративного мистецтва 1925 року відбулися демонстрації фільмів Д. Вертова та «Страйку» С. Ейзенштейна. Він також організував у Франції перегляд стрічки «Панцерник „Потьомкін“» та заснував перший у Франції масовий кіноклуб «Друзі Спартака», що займався пропагандою радянського кінематографу. 1927 року Муссінак побував в Радянському Союзі, після чого написав книгу «Радянське кіно» (Le cinéma soviétique, 1928).
У 1930-ті роки разом з Луї Арагоном Муссінак засновує «Асоціацію революційних письменників і художників», потім створює «Театр інтернаціональної дії» (1932), керує комуністичним видавництвом «Едісьон сосьялі», журналами «Коммюн» і «Регар».
Після окупації Франції і приходу до влади Петена Муссінака було ув'язнено, а після виходу на свободу він тривалий час вимушений був пеховуватися на півдні країни, розшукуваний поліцією. Після Другої світової війни керував дослідженнями з фільмології при Паризькому університеті, у 1947–1949 роках був ректором Вищої кіношколи (ІДЕК).
З 1916 року і до кінця життя перебував у шлюбі з Жанні Лодс, що походила з протестантської сім'ї, і з якою вони познайомилися у 1912 році. Усе життя Жанна Лодс була вірною помічницею чоловіка.
Леон Муссінак помер від інфаркту 10 березня 1964 року і похований на кладовищі Пер-Лашез біля Стіни Комунарів.

## Пам'ять
Починаючи з 1967 року, у Франції спеціальне журі критиків присуджує премію імені Л. Муссінака за найкращий іноземний фільм сезону.

## Твори
Художня література
- La Tête la première, роман

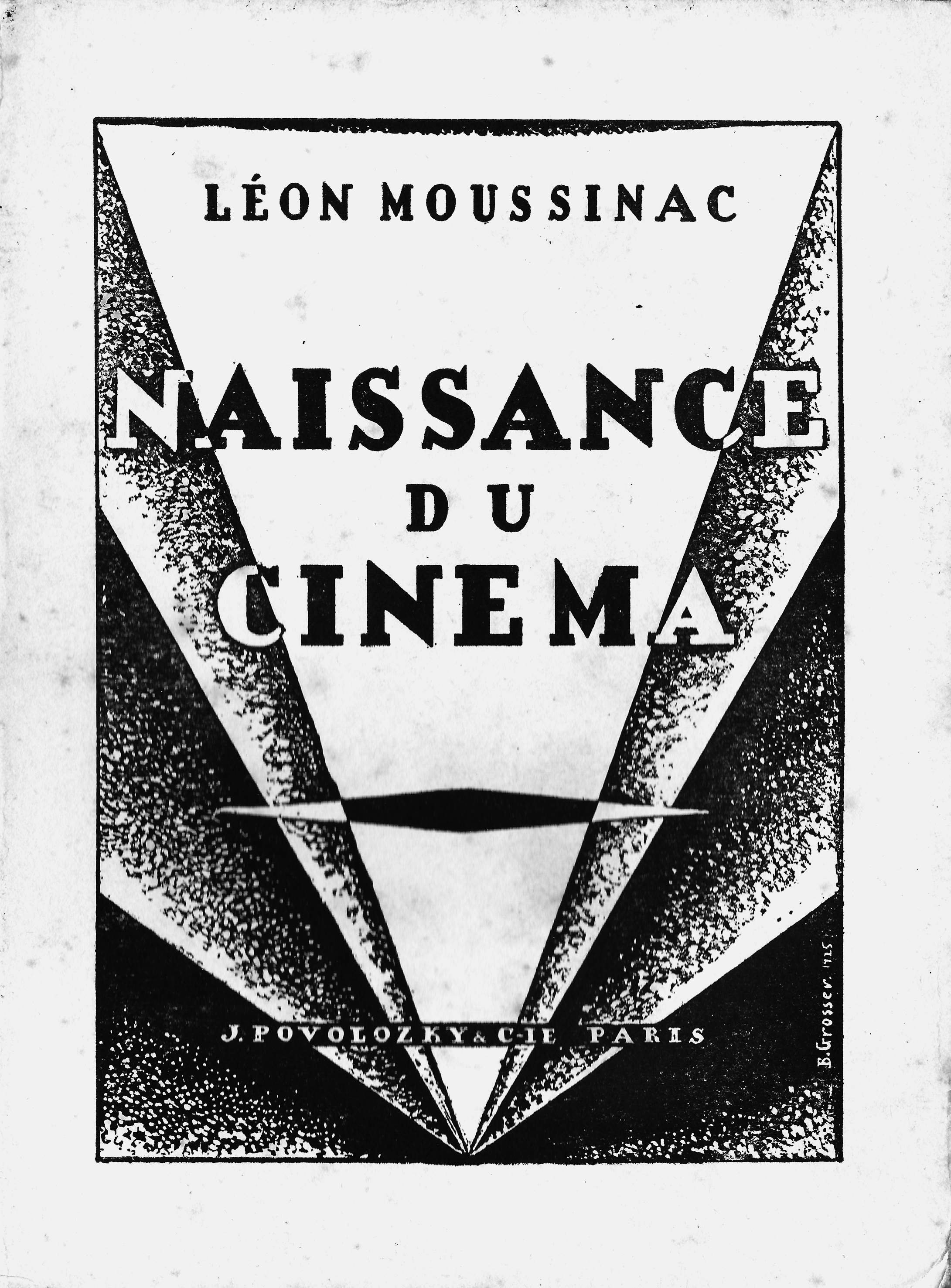
Обкладинка першого видання «Народження кіно», 1925

- Dernière heure, Ed. Librairie de France, 1923, поема
- Manifestation interdite, Éditions Sociales Internationales, 1935, роман («Заборонена демонстрація». У російському перекладі 1935)
- Le Radeau de la Méduse, Paris, Éditions Hier et Aujourd'hui, 1945 («На плоту Медузи»)
- Aubes clandestines, recueil de poèmes, 1945 («Щоденник політичного в'язня»)

Кінознавство
- Naissance du cinema, J. Povolozky et Cie, 1925. // Російський переклад: Л. Муссінак, Рождение кино, «Academia», Л., 1926.
- Le cinéma soviétique, Gallimard, 1928 («Радянське кіно»)
- Panoramique du cinéma («Панорма кіно»), Paris, Au sans pareil, 1929
- S.M. Eisenstein, Seghers, 1963 («С. М. Ейзенштейн»)
- L'âge ingrat du cinéma, Paris, Éditeurs français réunis, 1967

Театрознавство
- Tendances nouvelles du théâtre, 1931 («Нові тенденції в театрі»)
- Traité de la mise en scène, Massin et Cie, 1948 («Трактат про режисерське мистецтво»)
- Le théâtre, des origines à nos jours, Amiot-Dumont, 1957 («Театр від його витоків до наших днів»)

### Публікації українською
- Майбутнє світової кінематографії в СРСР (Розмова с Леоном Мусінаком). «Пролетарська правда», Київ, 1927, 13 листопада.
- Драгоманів С. Леон Мусінак у Києві. «Кіно», Київ, 1927, № 19/20, с.4 (Приводиться висловлювання Л. Муссінака про українське кіно, зокрема про фільм «Звенигора»).

## Фільмографія
- 1921: Лихоманка / Fièvre, реж. Луї Деллюк / роль Цезара